# Червоний агітатор Трохим Глушков
«Червоний агітатор Трохим Глушков» — радянський короткометражний телефільм 1969 року, дебют режисера Валерія Рубінчика.

## Сюжет
Громадянська війна. Кіномеханнік Трохим Глушков їде агітувати бійців Червоної Армії показом «буржуйських стрічок» «Влада плоті» і «Казки любові фатальної», між якими на плівці є якийсь «революційний сюрприз». Однак, на одній із залізничних станцій останній вагон — пересувний кіно-агітпункт, відчіплюють від потягу, оскільки у нього немає мандата слідувати з ним. Трохим проявляє кмітливість — реквізує коня, впрягає його до вагону і хоч і повільно, але продовжує шлях. І раптом виявляє дівчину, що залізла до нього у вагон — це була медсестра Катя, що відстала від свого санітарного поїзда. У вагоні, що повільно тягнеться конем залізницею, молоді люди проведуть разом день і ніч, і Трохим покаже дівчині «буржуйські стрічки», а на ранок вони виявлять, що вагон мчить… причеплений до невідомого ешелону…

## У ролях
- Віталій Базін —  Трохим Глушков, агітатор-кіномеханік
- Ірина Азер —  Катя Зикова, медсестра 27-го полку, що відстала від санітарного ешелону
- Вадим Ганшин — епізод
- Євген Шабан — епізод
- Олексій Бірічевський — епізод
- Сергій Александров — епізод

## Знімальна група
- Режисер — Валерій Рубінчик
- Сценарист — Віктор Потєйкін
- Оператор — Едуард Садрієв
- Композитор — Євген Глєбов
- Художник — Володимир Чернишов